# Voltes medievals de Conques
Les Voltes medievals de Conques és una obra de Isona i Conca Dellà (Pallars Jussà) inclosa a l'Inventari del Patrimoni Arquitectònic de Catalunya.

## Descripció
Conjunt d'arcades i voltes situades als accessos del carrer formant part de la trama i tipologia medieval d'aquest antic poble. Són voltes que permeten l'ampliació o el pas per sobre dels habitatges del carrer. Coincideixen amb les portes d'entrada al nucli antic.

## Història
És una tipologia característica dels pobles medievals de la comarca.